# DECADE (aikoの映像作品)
『DECADE』（ディケイド）は、aikoの6作目のライブビデオ。2009年3月4日にポニーキャニオンより発売された。

## 概要
- 本作はスタンダードエディション、プレミアムエディションの2タイプで発売された。
- スタンダードエディションには、Disc1として2008年にメジャーデビュー10周年を記念して行われたライブツアーから「Love Like Pop add. vol.11.5」日本武道館公演の模様が、Disc2として同年8月30日に神奈川・サザンビーチちがさきにて行われた2年ぶりとなるフリーライブ「Love Like Aloha vol.3」の模様が収録されている。
- プレミアムエディションには上記Discに加え、Disc3として抽選による限定無料ライブツアー「裏Love Like Rock ∼60分1本勝負∼」赤坂BLITZ公演の模様が収録されている。また特典としてパスステッカー（3枚セット）が封入されている。
- オリコン週間ランキングでは1位を獲得し、映像作品では『Love Like Pop』（2000年12月4日付）以来8年3ヶ月振り、DVDでは初となった。
- 初動売上だけで自身の累計売上を更新した。

## 収録曲

### Disc1「LOVE LIKE POP add. vol.11.5」
1. 二人
2. あした
3. 線香花火
4. 蝶々結び
5. 星のない世界
6. 傷跡
7. 学校
8. 夢のダンス
9. キョウモハレ
10. 約束
11. メドレー
  1. You & Me both
  2. 恋道
  3. 恋の涙
  4. Smooch!
  5. ひまわりになったら
  6. カブトムシ
  7. こんぺいとう
  8. ライン
  9. アンドロメダ
12. エナジー
13. キラキラ
14. 恋愛
15. be master of life
16. ジェット
17. 赤い靴
18. KissHug
19. シアワセ

### Disc2「LOVE LIKE ALOHA vol.3」
1. キラキラ
2. 花火
3. どろぼう
4. ボーイフレンド
5. 線香花火
6. KissHug
7. メドレー
  1. チャコの海岸物語
  2. あなたと握手
  3. ひまわりになったら
  4. 蝶々結び
  5. いとしのエリー
  6. リップ
  7. 帽子と水着と水平線
8. 天の川
9. アスパラ
10. キスする前に
11. まつげ
12. イジワルな天使よ世界を笑え!
13. 二人

### Disc3「LOVE LIKE ROCK ANOTHER SIDE」(プレミアムエディションにのみ収録)
1. まつげ
2. 心日和
3. ボーイフレンド
4. ふたつの頬花
5. 二人の形
6. 愛の病
7. 相合傘
8. Power of Love
9. 恋ひ明かす
10. 二人
11. 恋愛ジャンキー

## サポートメンバー
- キーボード：佐藤達哉（Disc1,Disc2,Disc3）
- ギター：秋山浩徳（Disc1,Disc2,Disc3）
- ギター：弥吉淳二（Disc1,Disc2,Disc3）
- ベース：須長和広（Disc1,Disc2,Disc3）
- ドラムス：野崎真助（Disc1,Disc2,Disc3）
- トランペット：小林太（Disc1,Disc2）
- サックス：庵原良司（Disc1,Disc2）
- トロンボーン：霜田裕司（Disc1,Disc2）
- ストリングス：クラッシャー木村ストリングス（Disc1）